# Вулиця Ярослава Чалого
Вулиця Яросла́ва Ча́лого — вулиця в Черкасах, у мікрорайоні Хімселище.

## Розташування
Починається від провулку Комунального і простягається на південний схід до вулиці В'ячеслава Чорновола.

## Опис
Вулиця неширока, до вулиці Гуржіївської не асфальтована. складається з двох ділянок — перша до вулиці Самійла Кішки, а друга до вулиці В'ячеслава Чорновола, але зміщена трохи на північ.

## Походження назви
Вулиця утворена на початку 1960-их років і названа була на честь російського письменника Олександра Грибоєдова. У лютому 2018 року була перейменована на честь загиблого земляка у війні на сході України Ярослава Чалого.

## Будівлі
Вулиця забудована приватними будинками, окрім другої ділянки. Також між провулками Праці та Заводським збудовано одну багатоповерхівку.